# Jüdische Gemeinde Insming
Eine Jüdische Gemeinde in Insming, einer französischen Gemeinde im Département Moselle in Lothringen, entstand Anfang des 18. Jahrhunderts.

## Geschichte

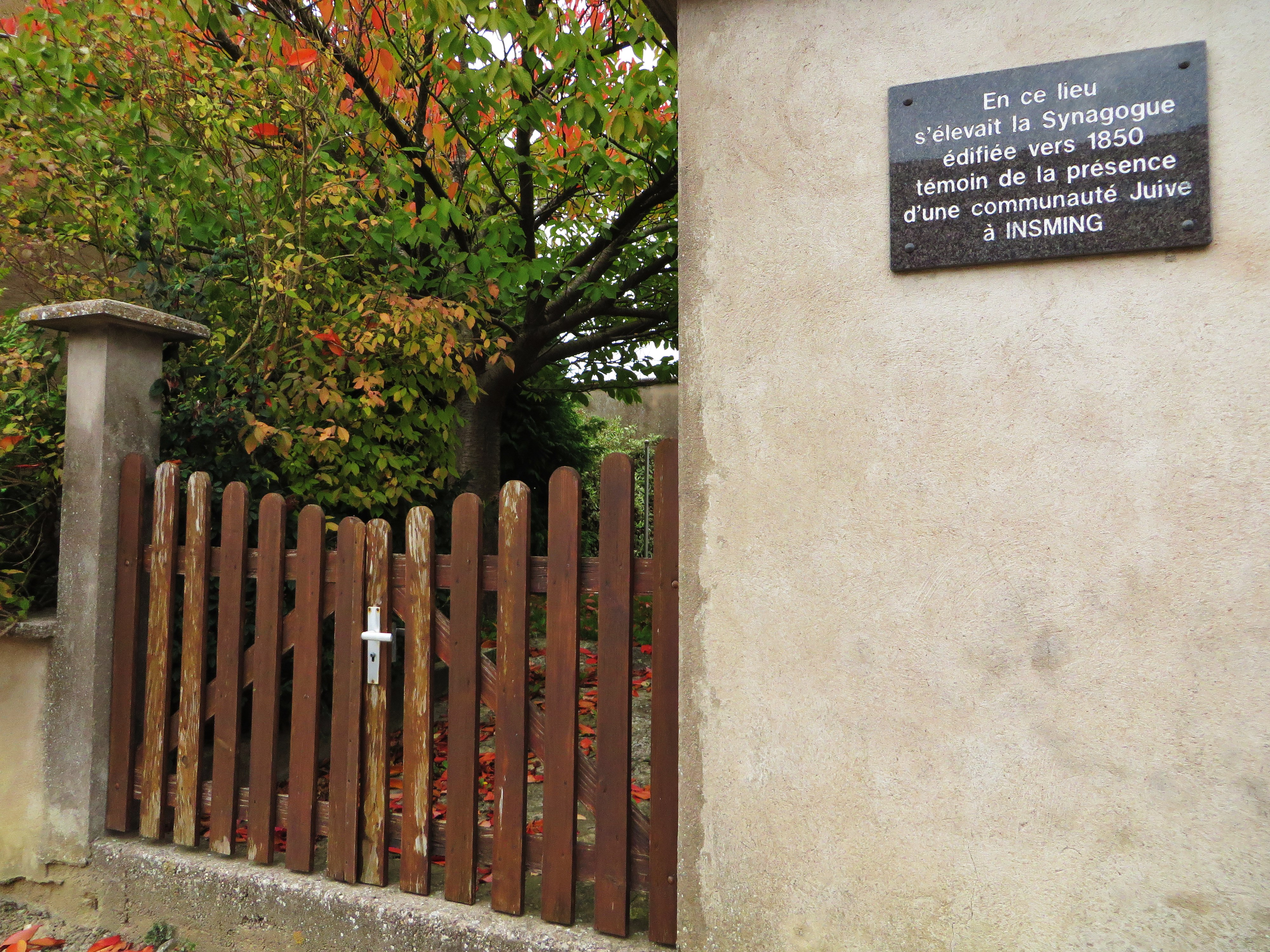
Gedenktafel an der Stelle der ehemaligen Synagoge

Die ältesten Nachweise der jüdischen Bewohner von Insming finden sich auf dem jüdischen Friedhof von Hellimer, wo sie ihre Toten bestatteten.
Die jüdische Gemeinde Insming errichtete 1843 eine Synagoge, die auch von den jüdischen Bewohnern aus Nelling, Gréning, Petit Rohrbach, Erstroff, Saint-Jean-Rohrbach, Vittersbourg, Lhor, Insviller und Francaltroff genutzt wurde. Nach dem Zweiten Weltkrieg wurde die Synagoge wieder eröffnet und bis 1977 genutzt. 1989 wurde die Synagoge abgerissen, da eine Renovierung zu aufwendig gewesen wäre. 1991 stellte man eine Gedenktafel am Platz der ehemaligen Synagoge auf. Die jüdische Gemeinde gehörte zum israelitischen Konsistorialbezirk Metz, der seit 1808 besteht.